# Зима світу (роман)
«Зима Світу» — фантастичний роман американського письменника  Пола Андерсона. Опублікований в 1976 році в твердій обкладинці видавництвом Doubleday. У 1984 і в 1986 роман номінувався на  Prometheus Award.

## Опис сюжету
Події роману відбуваються в далекому майбутньому Землі, після краху сучасної цивілізації в ході обміну ядерними ударами і що настав після цього льодовикового періоду. Людство відкинуто назад, однак йому вдалося поставити на службу в обмежених масштабах пар, електрику, вогнепальну зброю. Наростає напруженість, відбуваються локальні сутички між Рагідськой імперією і Кіллімарайхом. Рагідська імперія, яка займає територію Центральної Америки, знаходиться на піку підйому, під керуванням захопивших владу кочевників-барромців. Рагідійці захоплюють вічне місто Арванетт, що лежить на північ від імперії, розширюють експансію в Південну Америку і на острови Карибського моря, що турбує демократичний Кіллімарайх, під владою якого знаходиться східна частина Австралії і кілька островів Тихого океану. Однак всі спроби рагідійців колонізувати Північну Америку, населену варварами-рогавіками, яких нікому не вдавалося підкорити, провалюються.
Глава Ножових Братства Касир попереджає главу роду рогавіків Гервар Донію про плановане воєводою барромців Сидір настанні на Північ. Донія прибуває в Арванетт, де зустрічається з агентом Людей Моря (Кіллімарайха) Джоссереком Дерреном. В ході барромської облави Донія потрапляє в полон, вона і Сидір стають коханцями. Використовуючи Арванетт в якості бази, Сидір розгортає наступ по річці Становій на Північі, його мета — Невідомий Рунг, останнє вціліле місто Древніх, невичерпне джерело готового металу. Деррен завербувався матросом на флагман Сидіра. Дізнавшись про план Сидіра перебити дикі стада, які є для жителів півночі основним джерелом їжі, Донія за допомогою Джоссерека здійснює втечу. Їм вдається консолідувати сіверян, які за підтримки Кіллімарайха і ножових Братств захоплюють Арванетт. Сидір, що досяг Рунга і вічної криги, прагне назад, щоб відбити Арванетт, його загартована в боях армія зустрічає сіверян у острова Ріг Нецха. Однак Люди Моря мінують лід, по якому наступають рагідійці, вся їхня армія гине у водах Становій. Джоссерек, що розгадав таємницю рогавіков, пише прощального листа своїй коханій Доніі.

## Гіперпосилання
- The Winter of the World [Архівовано 10 вересня 2015 у Wayback Machine.] в базі Fantastic Fiction
- The Winter of the World [Архівовано 31 січня 2022 у Wayback Machine.] в базі Internet Speculative Fiction Database